# Симфония-увертюра
Симфония-увертюра, также Симфония на две русские темы — музыкальное произведение М. И. Глинки. Написана в 1834 году в Берлине; осталась незаконченной. Завершённая впоследствии В. Я. Шебалиным, симфония впервые была исполнена в 1938 году.

## История
В 1833—1834 годах Глинка жил в Берлине, где занимался теорией композиции под руководством Зигфрида Дена. В этот период им и была написана «Симфония-увертюра». Сам композитор вспоминал в своих «Записках»: «Кроме уроков Дена… я отчасти занимался сочинением. Написал два романса… , вариации на тему „Соловей“ Алябьева, для фортепиано также pot-pourri на несколько русских тем в 4 руки… Также этюду увертюры-симфонии на круговую (русскую тему), которая, впрочем, была разработана по-немецки».
Симфония, названная в автографе «Sinfonia per orchestra sopra due motivi Russi» («Симфония для оркестра на две русские темы»), осталась незавершённой. Долгое время сочинение оставалось в архиве, пока его не восстановил и не завершил В. Я. Шебалин. Первое исполнение состоялось в 1938 году, первая публикация партитуры — в 1948.

## Общая характеристика
К жанру симфонии Глинка обращался четырежды; «Симфония-увертюра» стала третьим опытом. Примечательно, что все четыре симфонии Глинки остались незаконченными.
Поскольку в «Записках» Глинка называет своё сочинение увертюрой-симфонией «на круговую (русскую) тему», а в рукописи упоминаются «две русские темы», исследователи задавались вопросом, является ли произведение самостоятельным или же представляет собой первую часть задуманного композитором цикла. В. В. Протопопов показал, что в симфонии, даже в её незаконченном виде, уже присутствуют как две русские народные темы, так и весь комплекс жанровых признаков, свойственный классической четырёхчастной симфонии.
Контраст двух русских тем — задумчиво-величавой и подвижно-энергичной — положен в основу всей композиции. Первая из них звучит во вступлении и определяет весь последующий строй симфонии. Протопопов соотносит её с песней «Я не знала ни о чём в свете тужить», которая была популярна в конце XVIII — начале XIX века, неоднократно публиковалась в нотных сборниках и, по всей видимости, была известна Глинке.
Первая часть симфонии — живое, энергичное сонатное аллегро. По замечанию О. Е. Левашёвой, Глинка не вполне точно назвал тему главной партии «круговой»: этот термин обозначает хороводные песни, тогда как в основу главной и побочной партии легли, скорее, характерные обороты русских плясовых песен. Прямого фольклорного прототипа они, по всей видимости, не имеют и являются своего рода музыкальным обобщением; возможно также, что фольклорный источник не установлен. Тема следующей медленной части, Andante, впервые прозвучавшая во вступлении, получает широкое вариационное развитие. Затем следуют скерцо (намеченное в характере тематизма главной и побочной партий) и быстрый финал-кода.
Вероятно, сам Глинка был недоволен симфонией, поскольку прекратил работу над ней, несмотря на близость к завершению. О. Е. Левашёва предполагает, что объяснение этому угадывается в словах самого Глинки о «немецкой разработке» симфонии. Возможно, работая под руководством Дена, он ощутил дисгармонию из-за несоответствия между национальным колоритом материала, положенного в основу сочинения, и его разработкой в русле классического симфонизма. Тем не менее симфония-увертюра стала для Глинки важным этапом творческого пути: в ней заложены многие будущие принципы его творчества, в том числе обращение к народно-песенному материалу. Кроме того, несмотря на традиционно невысокую оценку роли Глинки в создании русской симфонии (при огромном вкладе в русскую симфоническую музыку в целом), это произведение, как и другие глинковские симфонии, оказало определённое влияние на последователей Глинки, в первую очередь композиторов «Могучей кучки».